# Chaetobranchopsis
Chaetobranchopsis is een geslacht van vissen uit de familie van de cichliden (Cichlidae).

## Soorten
- Chaetobranchopsis australis Eigenmann & Ward, 1907
- Chaetobranchopsis orbicularis (Steindachner, 1875)